# Rorschach
Rorschach je obec (malé město) ve švýcarském kantonu St. Gallen. Nachází se na severu kantonu, na jižním břehu Bodamského jezera. Žije zde přibližně 9 400 obyvatel. 

## Geografie
Rorschach se nachází ve východním Švýcarsku na jižním břehu Bodamského jezera v jeho nejjižnějším cípu, zhruba naproti ústí řeky Argen a jižně od německého města Friedrichshafen.
Rorschach je centrem aglomerace, sahající od Arbonu po Rheineck, která má celkově přibližně 35 000 obyvatel. Samotné město je svou rozlohou 1,78 km² jedním z nejmenších ve Švýcarsku.

## Historie

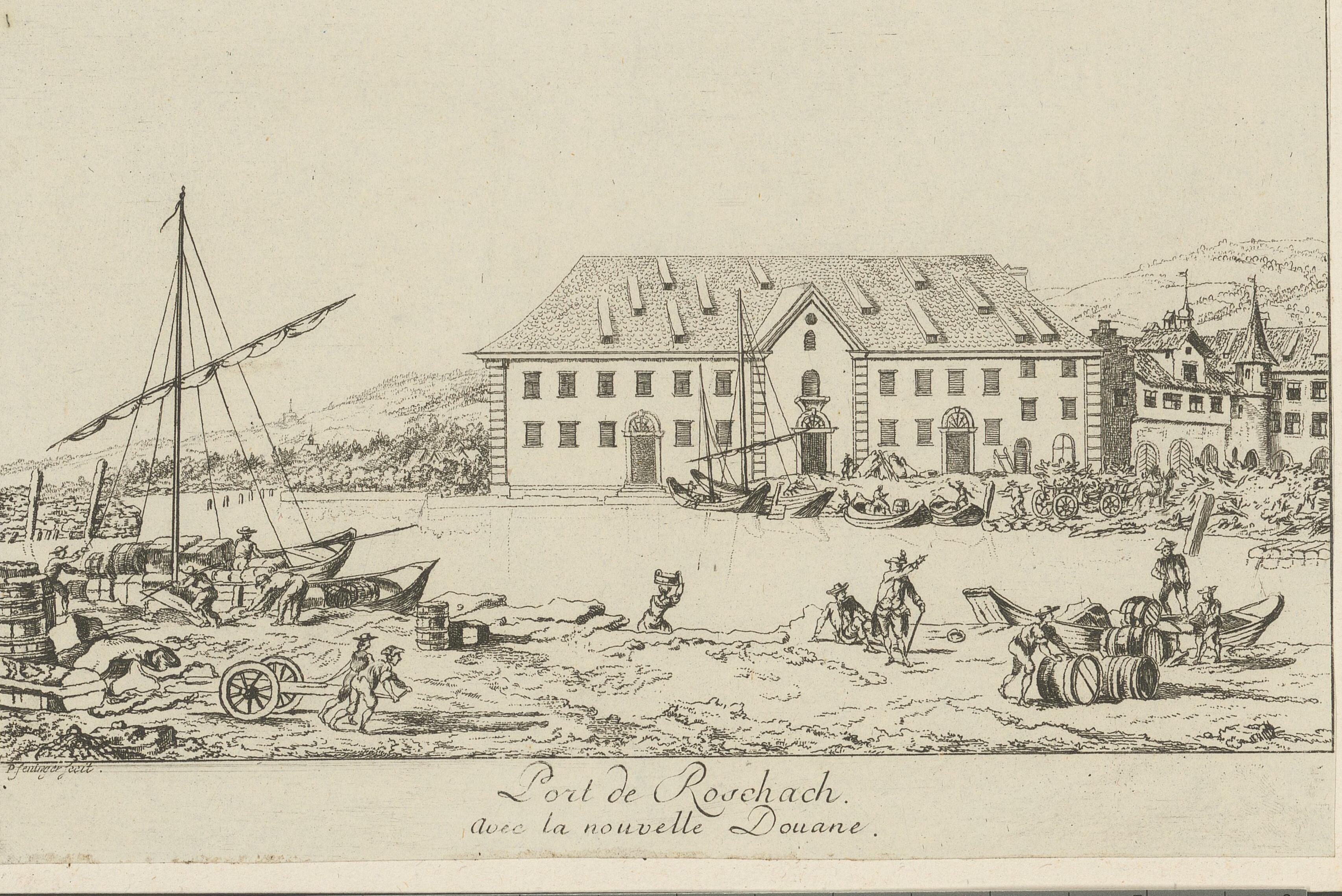
Přístav a celnice na rytině z roku 1790

Nejstarší osídlení je spojeno s Alamany, jejichž osada je poprvé písemně doložena v roce 850 jako inter Coldahun villam et Rorscachun situm, tedy „ležící mezi vesnicemi Goldach a Rorschach“. Název vznikl ze starohornoněmeckého rōr, „rákos, rákosí“ a scahho, „malý osamělý les, remízek“.
V roce 947 udělil král Ota I. Veliký opatovi Gralohovi z kláštera St. Gallen právo pořádat trhy, razit mince a provozovat celní službu v Rorschachu. Kolem roku 1000 byl Rorschach tranzitním místem velkých poutních cest. V roce 1351 bylo císařské panství za císaře Karla IV. poprvé zastaveno Hermannovi von Breitenlandenberg. Po různých dalších zástavách obdržel opat ze St. Gallenu v roce 1464 od císaře Fridricha III. povolení zástavu vykoupit.
V roce 1597 začal v Rorschachu vycházet měsíčník Annus Christi (známý také jako Historische relatio nebo Rorschacher Monatsschrift). Jedná se pravděpodobně o první noviny na světě, které vycházely periodicky a obsahovaly také základní rysy novin. Po roce přestaly vycházet - pravděpodobně kvůli finančním potížím nebo nezájmu čtenářů (150 výtisků).
Na dnešním náměstí Kronenplatz stávala kaplička Jakobskapelle, místo odpočinku poutníků. V roce 1833 byla zbořena; jako připomínka byla postavena Jakobova kašna. I dnes se zde dvakrát denně zvoní na modlitbu Anděl Páně.
„Badhütte“ z roku 1924, trojkřídlé koupaliště stojící na betonových sloupech ve vodě, je jedinou dochovanou stavbou svého druhu na švýcarském břehu Bodamského jezera. Postavil ji architekt Köpplin. V roce 2006 se zde konalo slavnostní otevření koupaliště.

## Obyvatelstvo

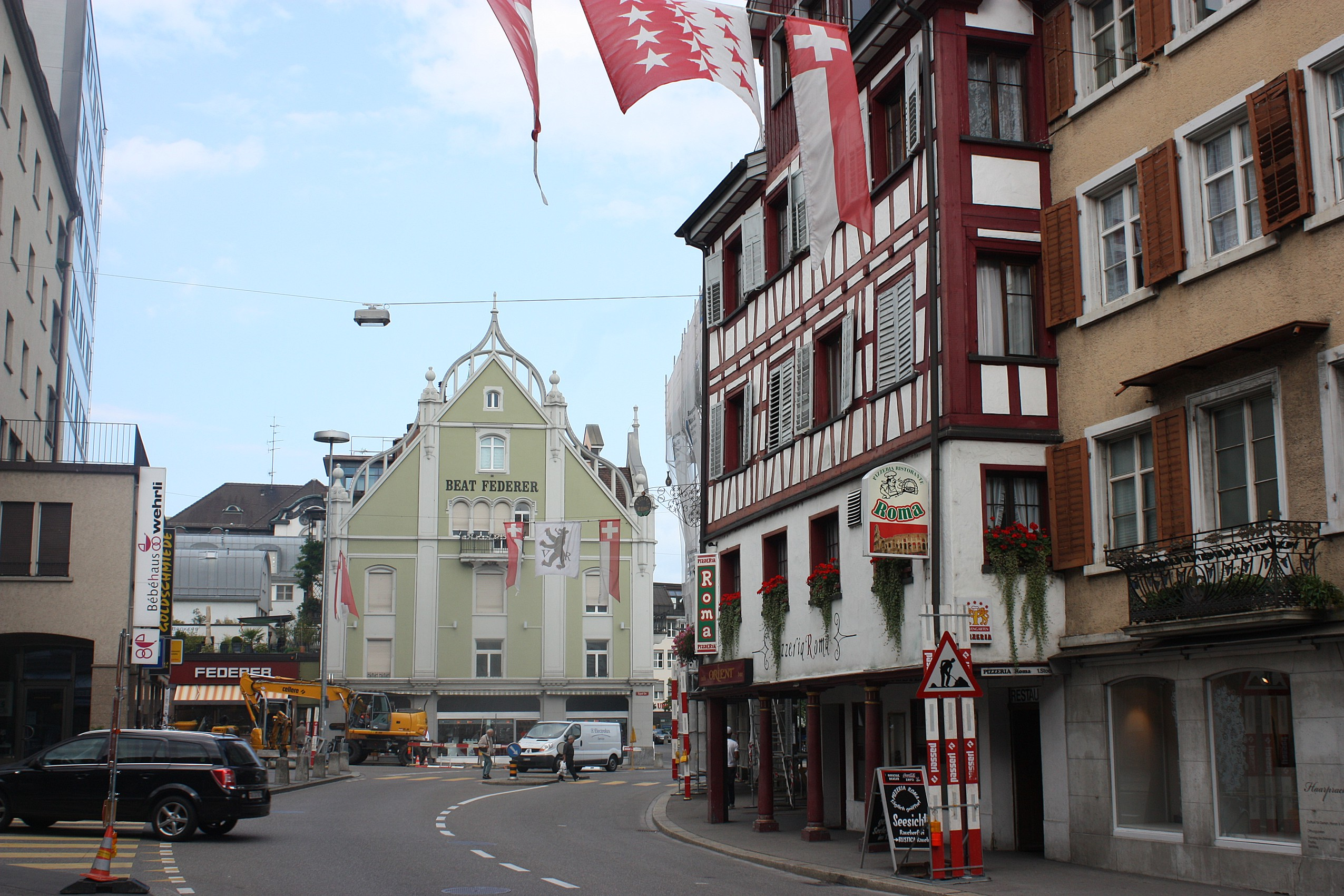
Hlavní třída

| Rok            | 1850 | 1900 | 1950   | 2000 | 2010 |
| Počet obyvatel | 1751 | 9140 | 11 325 | 8647 | 8883 |

## Hospodářství
Obyvatelé se po staletí živili především rybolovem a lodní dopravou. Od konce 19. století se rozvíjejí služby turistického ruchu. Ve druhé polovině 19. století začala v Rorschachu také industrializace. 
Pivovar Löwengarten, založený v roce 1871, byl po převzetí pivovarem Schützengarten roku 2006 uzavřen. Na jeho místě vzniká obytná čtvrť, do níž byly začleněny části starých pivovarských budov. Pivo Löwengarten se nyní vyrábí v St. Gallenu v pivovaru Schützengarten. Po uzavření pivovaru Löwengarten byl v roce 2007 založen místní pivovar, který se proslavil výrobou různých speciálních piv Kornhausbräu.
Rodinný podnik Molkerei Fuchs existuje již od roku 1883, a má tak celostátní renomé. Mlékárna zažila malé mezinárodní rozšíření jako dodavatel cateringu pro letecké společnosti LSG Sky Chefs/First Catering.

## Doprava

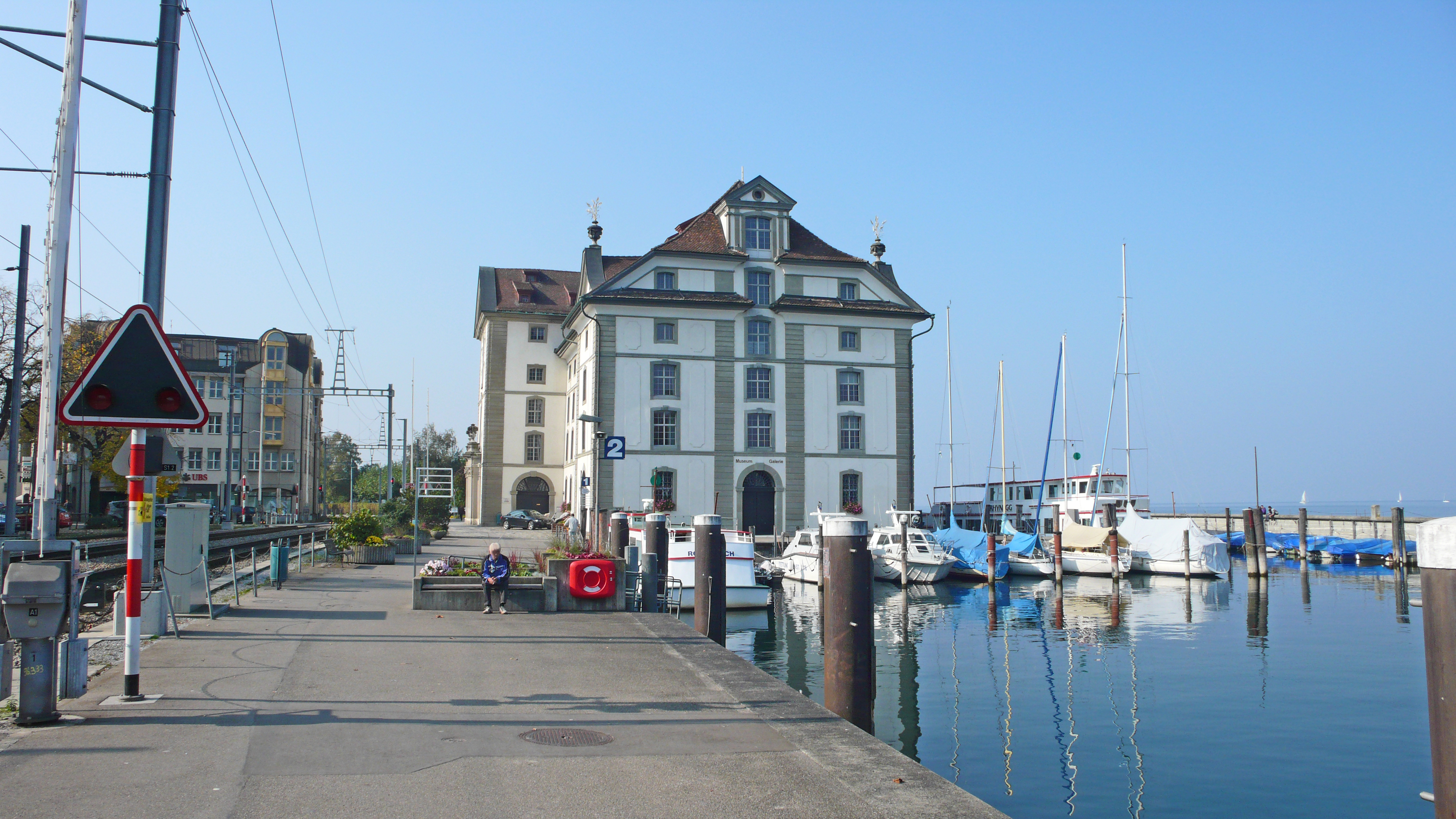
Jezerní nábřeží v Rorschachu

Rorschach má železniční stanici a zastávky Rorschach Hafen a Rorschach Stadt. První z nich byla dlouhou dobu jednou z nejdůležitějších stanic Švýcarských spolkových drah SBB, ale od té doby ztratila na významu. Železniční spojení vede po trati podél jezera do Schaffhausenu, po rychlíkové trati do St. Gallenu a přes St. Margrethen do Churu; horská železnice Rorschach–Heiden (Heidnerbahn) nabízí spojení do Heidenu.
V přístavu Rorschach kotví pravidelné lodě tzv. Bílé flotily Bodamského jezera a je domovským přístavem osobních lodí Rorschachu.
Rorschach nemá vlastní dálniční spojení, nejbližší sjezdy jsou v obcích Thal a Goldach na dálnici A1.

## Památky a turistické cíle

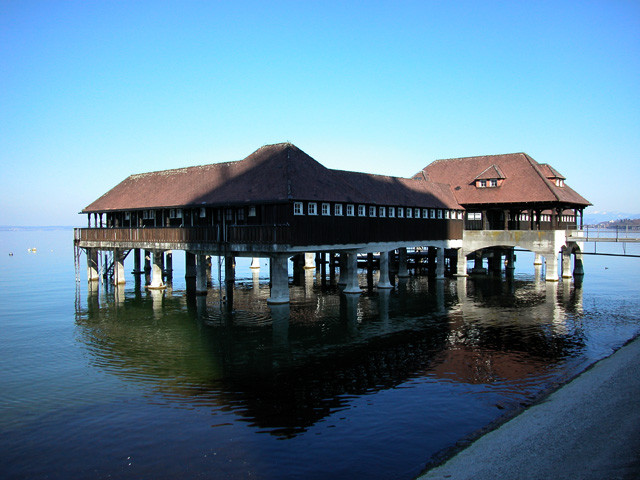
Lázně Badhütte

- Kostel sv. Kolumbána, písemně poprvé uveden k roku 1438
- Františkánský klášter sv. Scholastiky, založen roku 1616, roku 1905 přeložen do Tübachu
- Radnice – raně barokní budova
- Sýpka v přístavu
- Železniční nádraží – novorenesanční budova
- „Badhütte“ z roku 1924, tříkřídlé lázně – plovárna vztyčená ve vodě na betonových pilířích